# 鴨田宗一
鴨田 宗一（かもだ そういち、1906年（明治39年）9月17日 - 1979年（昭和54年）2月8日）は、日本の政治家、実業家。位階は従三位勲一等。衆議院議員（7期）、熊谷市長（3期）。熊谷市名誉市民。1953年3月熊谷商工信用組合を設立し、初代理事長に就任。その後、自由民主党より国政へ進出し、商工部会長、中小企業調査会長、政調審議委員、副幹事長、池田内閣建設省政務次官、佐藤内閣経済企画政務次官、衆議院大蔵委員長などを歴任。専門は中小企業問題、経済企画。地元、熊谷駅への新幹線開通を実現した。衆議院議員の鴨田利太郎は息子。

## 経歴
- 1906年（明治39年）- 埼玉県熊谷市に生まれる
- 1925年（大正14年）- 埼玉県立熊谷中学校卒業
- 1928年（昭和3年）弘前高等学校卒業
- 1931年（昭和6年）- 東京帝国大学経済学部卒業
- 大学卒業後、関東圏の中学校で教諭として勤務。
- 1946年（昭和21年）2月 - 熊谷市会議員
  - 6月 - 熊谷市助役
- 1947年（昭和22年）- 第6代熊谷市長（1期目）
- 1951年（昭和26年）- 第7代熊谷市長（2期目）
- 1953年（昭和28年）3月 - 熊谷商工信用組合設立。初代理事長に就任。
- 1955年（昭和30年）- 第8代熊谷市長（3期目）
- 1958年（昭和33年）- 第28回衆議院議員総選挙埼玉3区当選（1期目）
- 1960年（昭和35年）- 第29回衆議院議員総選挙当選（2期目）
- 1963年（昭和38年）7月 - 第2次池田内閣 (第3次改造)建設政務次官
  - 10月 - 第30回衆議院議員総選挙当選（3期目）
  - 12月 - 第3次池田内閣建設政務次官
- 1965年（昭和40年）- 第1次佐藤内閣 (第1次改造)経済企画政務次官
- 1967年（昭和42年）- 第31回衆議院議員総選挙当選（4期目）
- 1969年（昭和44年）- 第32回衆議院議員総選挙当選（5期目）
- 1972年（昭和47年）- 第33回衆議院議員総選挙当選（6期目）
- 1973年（昭和48年）- 衆議院大蔵委員長
- 1976年（昭和51年）- 第34回衆議院議員総選挙当選（7期目）
- 1979年（昭和54年）2月8日、死去した。72歳没。翌9日、特旨を以て位を八級追陞され、死没日付をもって従七位から従三位勲一等に叙され、瑞宝章を受章した[2]。追悼演説は同年3月1日、衆議院本会議で高田富之により行われた[3]。また、熊谷市名誉市民に認定された。